# Nakatsu (metropolitana di Osaka)

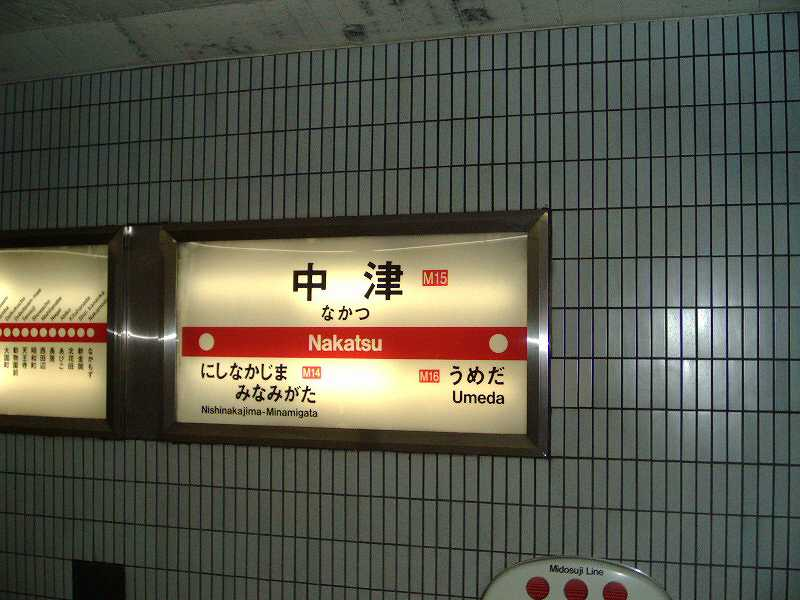
Cartello della stazione di Nakatsu. Design dell'epoca dell'Ufficio dei Trasporti di Osaka.

Nakatsu (中津駅?, Nakatsu-eki) è una stazione della Metropolitana di Osaka　Linea Midōsuji, l'ultima a sud del fiume Yodo prima di quest'ultimo. Nelle vicinanze si trova la stazione omonima delle ferrovie Hankyū, anche se non è collegata direttamente ad essa.